# 中村喜和
中村 喜和（なかむら よしかず、1932年〈昭和7年〉1月16日 - ）は、日本の文学研究者。金子幸彦門下で専門はロシア中世文学、ロシア文化史、日ロ文化交流史。一橋大学名誉教授。ロシア科学アカデミー外国人会員。

## 経歴
出生から修学期
1932年、長野県埴科郡埴生村（現千曲市）で生まれた。1944年、旧制屋代中学（現長野県屋代高等学校）に入学するが、病気のため1947年より休学し、翌1948年に退学。1951年、大学入学資格検定試験に合格し、1953年に一橋大学経済学部に入学。1955年には、同大学社会学部に転部した。1957年、一橋大学社会学部を卒業し、同大学大学院社会学研究科に進んだ。1962年、博士課程を修了。
大学卒業後
1962年より日本貿易振興会調査部に勤務。1964年、日本貿易振興会を退職し、東京大学および一橋大学非常勤講師として教鞭をとり始めた。1965年、東京大学教養学部専任講師に就いた。同年、亀井高孝らと共にソビエト連邦を訪問し、大黒屋光太夫に関する事績を1か月間調査。
1968年、一橋大学社会学部助教授に転じた。1970年から1年間、モスクワ国立大学予備学部にあった外国人ロシア語教師のための国際ゼミナールへ留学。1974年、一橋大学教授に昇格。1973年、竹内啓一や渡辺金一らと共に一橋大学地中海研究会を創設。1995年、一橋大学を定年退官し、同大名誉教授となった。
その後は、1995年から2002年まで共立女子大学国際文化学部教授を務めた。ロシア科学アカデミー外国人会員。
常勤以外の講師ほか
上記以外の様々な大学で講師を務めている
- 東京大学文学部非常勤講師(1973年～1990年)
- 東京教育大学文学部非常勤講師(1973年～1974年)
- 東京大教養学部非常勤講師(1978年～1980年)
- （現・北海道大学スラブ・ユーラシア研究センター）研究員(1979年～1993年)
- 北海道大学スラブ研究センター運営委員会委員(1990年～1993年)
- 国立民族学博物館共同研究員(1992年～1995年)
- 早稲田大学第一文学部
- 岡山大学法文学部
- 富山大学人文学部
- 朝日カルチャーセンター
- 新潟大学人文学部
- 天理大学外国語学部

## 受賞・栄典
- 1990年：大佛次郎賞。
- 1998年：ロモノーソフ金メダル受賞。

## 研究内容・業績
専門はロシア文学で、『チェーホフ・コレクション』（未知谷）の主要な訳者のひとりである。
指導学生
指導を受けた学生には下記がいる。
- 根村亮(新潟工科大学教授)[2]
- 杉浦秀一(北海道大学教授)[2]

## 著書

### 単著
- 『おろしや盆踊唄考 日露文化交渉史拾遺』現代企画室 1990
- 『聖なるロシアを求めて：旧教徒のユートピア伝説』平凡社(社会史シリーズ) 1990年
  - 選書化 平凡社ライブラリー 2003年
- 『遠景のロシア：歴史と民俗の旅』彩流社 1996
- 『聖なるロシアの流浪』平凡社 1997
- 『ロシアの風：日露交流200年を旅する』風行社 2001
- 『武器を焼け：ロシアの平和主義者たちの軌跡』山川出版社(historia) 2002
- 『ロシアの木霊』風行社 2006
- 『ロシアの空の下』風行社 2014

### 共著・共編
- 『共産圏貿易入門：東西貿易の理論と実際』中村芳和・石井一生共著、ぺりかん新書 1964
- 『魯西亜弁語』亀井高孝・村山七郎共編著 近藤出版 1972
- 『ロシア文学案内』灰谷慶三・島田陽共著、朝日出版社 1977
- 『ロシア』(世界の女性史 11) 米川哲夫編、評論社 1976
- 『イワンのくらし いまむかし：ロシア民衆の世界』編、成文社 1994
- 『郷愁のロシア：帝政最後の日々』写真：エルミタージュ美術館ほか、監修・解説、朝日新聞社 1991
- 『国際討論 ロシア文化と日本：明治・大正期の文化交流』トマス・ライマー（英語版）共編、彩流社 1995
- 『異郷に生きる：来日ロシア人の足跡 2・4・5・6』長縄光男・長與進・安井亮平・沢田和彦・ポダルコ・ピョートル共編、成文社 2003-2016
- 『ロシア：モスクワ・サンクトペテルブルク・キエフ』和田春樹共著、山川出版社(世界歴史の旅) 2013

### 訳書
- 『ロシア中世物語集』筑摩叢書 1970、復刊 1985／ちくま学芸文庫 2025
- 『現代の英雄』(世界の文学 新集9) レールモントフ著、中央公論社　1971
- 『ロシア・ソビエト文学史』(全2巻) マーク・スローニム（英語版）著、池田健太郎共訳、新潮社 1976
- 『ディカーニカ近郷夜話（第1部）』「ゴーゴリ全集 1」河出書房新社 1977
- 『ロシア滑稽譚』アレクサンドル・アファナーシェフ編、筑摩書房 1977
- 『死せる魂』ニコライ・ゴーゴリ、川崎隆司共訳、「世界文学全集 33」集英社 1980
- 『ロシア民話集』（上下）アファナーシェフ編、岩波文庫 1987
- 『中世ロシアの笑い』ドミトリー・リハチョフ（英語版）ほか、中沢敦夫共訳、平凡社 1989
- 『ロシア英雄叙事詩：ブィリーナ』 平凡社 1992
  - 改訂改題『ロシア英雄物語：語り継がれた「ブィリーナ」の勇士たち』平凡社ライブラリー 1994
- 『村の生きものたち』ワシーリイ・ベローフ（英語版）著、成文社 1997
- 『宣教師ニコライの日記抄』中村健之介・安井亮平編訳、北海道大学図書刊行会 2000
- 『ロシア好色昔話大全』アファナーシェフ編、平凡社、2006
- 『箱に入った男』「チェーホフ・コレクション」未知谷 2008
- 『僧正』アントン・チェーホフ著、未知谷 2008 - 以下同
- 『恋について』チェーホフ著、未知谷 2009
- 『泥棒たち』チェーホフ著、未知谷 2009
- 『谷間で』チェーホフ著、未知谷 2009
- 『黒衣の修道僧』チェーホフ著、未知谷 2010
- 『首にかけたアンナ』チェーホフ著、未知谷 2010
- 『エゴール少年 大草原の旅』チェーホフ著、未知谷 2011
- 『榎本武揚シベリア日記 現代語訳』諏訪部揚子共編注、平凡社ライブラリー 2010
- 『髪結いの芸術家 レスコフ作品集2』岩浅武久共訳、群像社(ロシア名作ライブラリー) 2020

## 参考資料
- 名誉教授中村喜和略歴 (PDF)
- 名誉教授中村喜和主要著作目録 (PDF)